# Ungerskt demokratiskt forum
Ungerskt demokratiskt forum (MDF) (Magyar Demokrata Fórum), var ett konservativt/kristdemokratiskt politiskt parti i Ungern. Partiledare var Károly Herényi. Partiets store profil var fram till sin död József Antall, som också var Ungerns premiärminister 1990 - 1993.
Partiet ledde den första demokratiskt valda regeringen 1990-1994 och ingick i en koalitionsregering 1998-2002 som leddes av Fidesz. Från 2002 var de bägge partierna i oppositiosställning och relationerna mellan partierna har genom åren fösämrats allt mer. MDF har också haft stora inre stridigheter, bland annat med anledning av närmandet till SZDSZ. Trots valsamverkan med SZDSZ i valet 2010 erhölls inte mer än 2,7 procent av rösterna och partierna nådde därmed inte upp till den parlamentariska spärren som i Ungern ligger på 5 procent. Partiet blev därmed utan platser i Ungerns parlament. 
I Europaparlamentsvalet 2009 fick MDF 5,3 procent av de ungerska rösterna och ett mandat i Europaparlamentet. Partiet tillhöde Alliansen europeiska konservativa och reformister (AECR).

## Partiordförande
- Zoltán Bíró (1987-1989)
- József Antall (1989-1993)
- Lajos Für (1994-1996)
- Sándor Lezsák (1996-1999)
- Ibolya Dávid (1999-2010)
- Károly Herényi (2010-)